# کارن بوتویان
کارن هُوسپی بوتویان (ارمنی: Կարեն Հովսեփի Բոթոյան؛ زادهٔ ۲۶ آوریل ۱۹۸۳) یک دانشمند علوم سیاسی و سیاستمدار اهل ارمنستان است که از تاریخ ۲۰۱۲ تا تاریخ ۲۰۱۷ سمت نمایندگی دوره پنجم مجلس ملی جمهوری ارمنستان را برعهده داشت.

## زندگی‌نامه
در ۲۶ آوریل ۱۹۸۳ در آلدان به دنیا آمد و از دانشگاه ملی پلی‌تکنیک ارمنستان فارغ‌التحصیل شد. وی همچنین برنده مدال آندرانیک اوزانیان (۲۰۱۲) شده است.